# Споменик Станоју Главашу у Глибовцу
Споменик Станоју Главашу у Глибовцу подигнут је 1984. године, поводом 180. годишњице Првог српског устанка и 40. годишњице победе над фашизмом, испред школе која носи његово име. То је у његовом родном месту, у присуству Момчила Вићентијевића, члана Председништва Централног комитета Савеза комуниста Србије и Станимира Ивановића, члана Председништва Републичке конференције Социјалистичког савеза радног народа, учинио секретар Српске академије наука и уметности, професор др Сима Ћирковић.
Он је тада рекао да је у нашем друштву било много колебања око тога да ли треба и како треба чувати традиције и успомене на далеке претке, давне битке и јунаштва, на велике личности и историјске догађаје. Било је времена и средина - подсетио је проф. др Сима Ћирковић - у којима се на свако бављење историјом гледало с подозрењем, када се иза сваког јубилеја или споменика тражила националистичка инспирација.
Много пута нам се препоручивало да пребирамо по традицијама и да откривамо, налазимо и издвајамо оно што је прогресивно и што је блиско ономе што заступа наше савремено друштво, а да оно друго препустимо забораву. Тражило се да узимамо оно што је 'живо', што указује на будућност, а да оно што је 'мртво' истиснемо из сећања, не примећујући да се тиме заговара мешање садашњости и прошлости, да се тиме позива на самовољни захват и прераду традиције у складу са нашим укусом и са нашим схватањима. Предвиђала се могућност да оне друге, од нас презрене и занемарене делове традиције може неко други узети под своје, учинити их својим симболима и представити се као прави настављач народне историје и традиције.
- Станоје Главаш